# كولبي وارد
كولبي وارد (بالإنجليزية: Colby Ward)‏ هو لاعب كرة قاعدة أمريكي، ولد في 2 يناير 1964 في لانسنغ في الولايات المتحدة.

## وصلات خارجية
- كولبي وارد على موقعبيزبول رفرنس.كوم (الدوري الرئيسي) (الإنجليزية)
- كولبي وارد على موقعبيزبول رفرنس.كوم (الدوري الثانوي) (الإنجليزية)